# Petrus Fritze

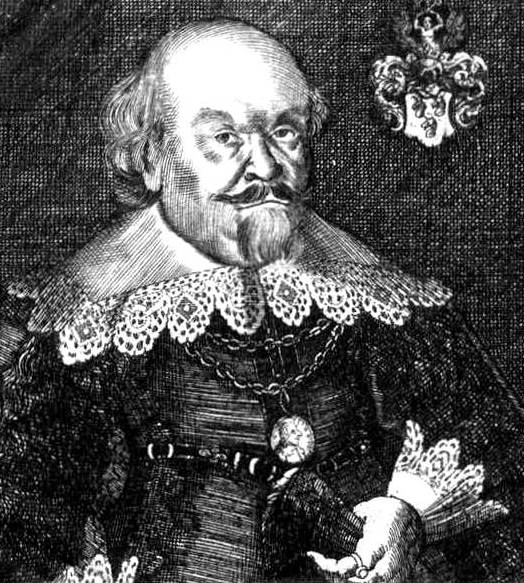
Petrus Fritze

Petrus Fritze (* 28. Dezember 1584 in Spandau; † 23. März 1648 in Berlin) war ein deutsch-brandenburgischer Diplomat und Jurist.

## Leben
Geboren als Sohn des Bürgers und Handelsmann Joachim Fritze und seiner Frau Maria, Tochter des Erbschulzen Christoph Greumel, besuchte er zunächst die Schule seines Heimatorts. Danach nahm er ein Studium der Rechtswissenschaft an der Universität Frankfurt (Oder), der Universität Wittenberg und der Universität Jena auf. 1613 wurde er Hof- und Kammergerichtsrat, stieg 1630 zum Präsidenten in Jagdangelegenheiten auf und saß im geistigen Konsistorium von Brandenburg.
Als solcher vertrat er die kurfürstlichen Belange auf den obersächsischen Kreistagen und kurfürstlichen Kollegialtagen in Regensburg. Ebenfalls beteiligte er sich für Brandenburg an der Wahl Ferdinand III. zum Kaiser und stieg im Anschluss zum kaiserlichen Hofpfalzgrafen auf. Als solcher vertrat er weiter die Interessen Brandenburgs, so auf den Reichstag in Regensburg 1640/41 und 1645 beim Friedenskongress in Osnabrück. Dort erlitt er einen Schlaganfall und starb an den Folgen und wurde am 3. April 1648 in Berlin beigesetzt.
Petrus Fritze heiratete am 27. Oktober 1616 Sabine Goldbeck. Aus dieser Ehe gingen der Sohn Joachim Andreas Fritze und vier Töchter, Anna Sabine Finster, Eva Maria Hoffmann verw. Ideler, Eleonore Fritze und Agnethe Sophie Fritze, hervor.

## Werkauswahl
- Tractatus de nobilititate civili ejusque privilegiis, Jena 1613